# Paragryne quadrimaculata
Paragryne quadrimaculata is een hooiwagen uit de familie Cosmetidae.